# Борошномельно-круп'яна промисловість України
Борошномельно-круп'яна промисловість — галузь харчової промисловості, підприємства якої призначені для переробки зерна, виготовлення хлібопродуктів та комбікормів.
Заготівлю сировини для борошномельно-круп'яної промисловості здійснюють хлібоприймальні пункти, розташовані у кожній області. Станом на 2004 рік в Україні діяло 695 заготівельних підприємств (елеватори та механізовані склади), зокрема 489 хлібоприймальних. Заготівельна місткість підприємств становила 29,9 млн т зерна і насіння олійних культур (майже 1,5 млн т зерна за добу). Найбільша місткість зерносховищ — у Харківській обл. (2092,6 тис.), а найменша (201,3 тис.) – у Чернівецькій обл. Загальна місткість елеваторів у державі становила 10 504,6 тис. т, найбільше їх побудовано у Миколаївській (місткість 1125,6 тис. т), Дніпропетровській (889,3 тис. т), Харківській (799,5 тис. т), Запорізькій (744,6 тис. т) та Кіровоградській (737,2 тис. т) областях.
Хлібоприймальні підприємства в Україні могли прийняти за добу з автомобільного транспорту 960,2 тис. т зерна (відвантажити 156,3 тис. т), а з залізничного — 492,3 тис. т (відповідно 491,8 тис. т). Потужність стаціонарних шахтних і пересувних зерносушарок на підприємствах давала змогу просушити за рік 50 104,6 тис. т зерна, камерних сушарок — 797,9 тис. т кукурудзи в качанах за сезон.
За планової економіки часів СРСР підприємства галузі хлібопродуктів закуповували на рік до державних ресурсів більш як 17 млн т зерна, з якого виготовляли борошно, крупи, комбікорми, й до 2 млн т насіння олійних культур, половину якого відправляли за межі України, а іншу переробляли на олію. Певна частина зерна залишалася в колгоспах для товарих розрахунків з працівниками, виготовлення кормів для худоби, зберігалася як насіннєвий матеріал тощо. На межі 2-го тисячоліття місткості для зерна завантажувалися на 20–35 %. В першій половині 2000-х років технічний стан зерносховищ не відповідав сучасним вимогам. 60 % їх на той час експлуатувалося впродовж 20– 30 років, 30 % – понад 30 років, понад 50 % усіх складів потребувало капітального ремонту, реконструкції та переоснащення, зокрема встановлення засобів активного вентилювання і дистанційного контролю температури зерна.

## Історія
В Україні ще з неоліту для розмелювання зерна на борошно або для одержання круп вживали зернотертки. Перші водяні млини відомі з кінця XIII століття, але аж до кінця XVI століття їх було мало і назагал борошно мололи далі на жорнах (крім дрібних ручних, також більших, що оберталися силою коней або волів). З XVI ст. відомі й вітряні млини (найбільше на Волині). Особливо сильно млинарство розвинулося за Гетьманщини. Майже в кожному селі були млини, які обертала зазвичай вода, загачена з малої річки чи струмка. Потужність млинів вимірювалася кількістю кіл (від 1 до 12, а іноді й більше). В той час млини не тільки переробляли зерно на борошно, товкли просо, а й нерідко використовувались для інших виробництв — валюшні для валяння сукна, різання дров (тартаки), виробництва паперу, пороху тощо. Млини належали землевласникам (наприклад, Ярема Вишневецький мав понад 420 млинових кіл) і козацькій старшині.
Борошномельна промисловість України почала розвиватися ще в XIX ст.
Виробництво комбікормів почало розвиватися в Україні від серед. 30-х рр. XX ст., коли були побудовані перші спеціалізовані підприємства у Харкові та Києві, інтенсивне будівництво розпочалося від 1965 року у зв’язку з промисловим розвитком тваринництва і птахівництва в Україні. В галузі хлібопродуктів за типовими проектами побудовано 64 підприємства різної потужності: від 130 до 1050 т на добу. Споруджено також 11 заводів, оснащених імпортним обладнанням, 10 підприємств – за індивідуальними проектами, 15 заводів розміщено в пристосованих приміщеннях. У системі сільського господарства було побудовано 411 комбікормових підприємств, продуктивність яких залежала від типу проекту (20– 210 т продукції за зміну). Міжгосподарські комбікормові заводи були побудовані в кожній області та районі, вони отримували білково-вітамінні добавки з підприємств системи хлібопродуктів, тому технологія виготовлення кормів була простішою. Станом на 2004 рік загальна потужність комбікормових підприємств галузі хлібопродуктів перевищувала 12 млн т комбікормів на рік, а міжгосподарських – 10 млн т, вони були здатні сповна забезпечити потреби тваринництва, птахівництва та рибальства в кормах. Наприкінці 90-х на початку 2000-х комбікормові підприємства використовували в середньому лише 7–10 % власної потужності через кризове становище у тваринництві.
В Україні підприємства борономельно-круп'яної промисловості були майже всюди, але найбільше — в Донецькій, Дніпропетровській, Харківській, Одеській, Полтавській, Луганській, Київській, Запорізькій, Сумській, Чернігівській, Черкаській та Житомирській областях. Елеваторне господарство було в Києві, Дніпропетровську, Херсоні, Одесі, Миколаєві, Жданові, Харкові, Кременчуку, Луганську, Львові та ін. містах.
За роки СРСР галузь була реконструйована, значно зросли її потужність і концентрація виробництва.
1958 в УРСР працювало 16 951 борошномельно-круп'яне підприємство, в тому числі 619 великих (або 3,6%). Валова ж продукція великих підприємств становила 63,9%. Всього в республіці 1958 вироблено 7695,4 тис. т борошна, 397,2 тис. т крупів. Приділяється велика увага збільшенню вироби, борошна вищих сортів, розвиткові с.-г. борошномелля, яке в Україні в Б.-к. п. відіграє важливу роль. Розв'язується завдання правильного розміщення млинів у республіці, зокрема спорудження в кожному районі вальцьового млина. Поряд з будівництвом великих с.-г. млинів в УРСР є багато невеликих крупорушок, оснащених автоматизованими машинами типу «Українка» потужністю 5 т зерна на добу. В 1959 завод ім. Кірова в Могилеві-Подільському Вінницької обл. почав випускати агрегатні вальцьові млини з пневматичним транспортуванням сировини і продуктів помелу. Запровадження цих млинів дасть можливість піднести Б.-к. п. УРСР на ще вищий рівень. В семирічці (1959–1965) в республіці зросте виробництво крупів (на 52%) і вищих сортів борошна. Провадиться дальша механізація і автоматизація виробництва. Значного розвитку в Б.-к. п. набуде комбінування виробництва.
Щорічне виробництво борошна в УРСР перевищує вироби, його в Канаді, Франції та ін. капіталістич. країнах.

## Сучасність
Галузь на 2004 рік налічує 158 млинзаводів загальною потужністю 7249,5 тис. т борошна на рік. На 153-х підприємствах виробляють сортові помели (7065,5 тис. т борошна на рік), а 5 заводів призначені для збійних помелів, їхня потужність становить 113 тис. т борошна на рік. Державному комітету України з державного резерву підпорядковані 12 млинзаводів заг. потуж. 818,5 тис. т борошна на рік; Державній акціонерній компанії «Хліб України» – 43 млинзаводи загальною потужністю 2297 тис. т борошна на рік (з них 42 з-ди потуж. 2284 тис. т, на яких виробляють сортові помели, і 1 підприємство потужністю 13 тис. т з виготовлення збійного борошна). Інші 103 заводи загальною потужністю 4134 тис. т борошна на рік перебувають у комунальній, колективній або приватній власності. В Україні працює також близько 4500 міні-млинів загальною потужністю майже 2300 тис. т борошна на рік. 41 % заводів відповідають сучасному технічному рівню, 53 % потребують реконструкції й технічного переоснащення, 6 % доцільно зупинити. Потужність борошномельних заводів дає змогу сповна забезпечити потреби населення та хлібозаводів України в борошні. Але завантажені вони в середньому лише на 40 %.
Круп’яна промисловість України представлена 23-ма крупозаводами загальною потужністю 795,2 тис. т круп на рік. Як правило, крупи обробляють на спеціалізованих підприємствах: Сквирський, Білоцерків. (Київська обл.) і Хмельницький крупозаводи переробляють гречку, Миргородський (Полтавська обл.) – просо, Вапнярський (Вінницька обл.) – горох, Новоукраїнський (Кіровоградська обл.) – овес і ячмінь, Херсонський і Керченський – рис. У Вінницькій обл. загальна потужність підприємств з виробництва круп становить 119,5 тис. т на рік, а коефіцієнт їх використання – близько 15 %, у Полтавській – 154 тис. т (40 %), Київській – 164,5 тис. т (80 %), Хмельницькій обл. – 57 тис. т на рік (85 %).
Норми виходу крупи із зерна різних культур різні: у виробництві пшона – 65 %, гречаної крупи – 66 %, перлової – 40 %. Нині обладнання лише 13 % підприємств відповідає сучасному технічному рівню, 17 % – доцільно зупинити, а 60 % підприємств потребують реконструкції або технічного переоснащення.

### Експорт
В Україні з 2011 року експорт пшеничного борошна виріс більш ніж удвічі. При цьому, за останні роки значно змінилися напрямки поставок борошна. Якщо раніше Україна продавала свою пшеничну продукцію в основному країнам СНД, ключовими покупцями України є Китай, Ізраїль, Сирія і Молдова.
Вперше пшеничне борошно українського виробництва поставляється в Китай в 2013–14 роках. Відтоді Китайська Народна Республіка щомісяця закуповує у України порядку 5 тисяч тонн борошна.
З липня по вересень 2014 Україна експортувала на міжнародні ринки близько 44,5 тисячі тонн борошна, з яких близько 10 тисяч тонн було продано китайським споживачам. Серед інших країн Азії українське борошно продається в Південну Корею, Індонезію і Філіппіни.
Експорт борошна з України з початку 2017/18 МР станом на 18 січня склав 251,2 тис. тонн, що на 44,3 тис. тонн (або 21,4%) вище за показник попереднього сезону.
За результатами 2017 року було нарощено експорт органічного борошна в 2,6 рази.